# Giovanni Lurati
Giovanni Lurati (* 22. Oktober 1858 in Lugano; † 2. Februar 1918 ebenda) war ein Schweizer Jurist und Politiker (Konservative).

## Leben

### Familie
Giovanni Lurati war der Sohn des Rechtsanwalts Bernardino Lurati und dessen Ehefrau Lucrezia (geb. Polar).
Er war mit Giuseppina (geb. Scappa) verheiratet.

### Werdegang
Giovanni Lurati besuchte das Gymnasium in Mailand und das Kollegium St. Michael in Freiburg.
Nach Beendigung der Schule immatrikulierte er sich an der Universität Genf zu einem Studium der Rechtswissenschaften und promovierte 1882 zum Dr. jur. Seit 1883 war er als Anwalt und Notar in Lugano tätig.
Von 1899 bis 1900 war er auch Richter am Kassationsgerichtshof und Schulinspektor. 1909 kam er in den Verwaltungsrat der Lugano-Tesserete-Bahn
Er war 1914 im Verwaltungsrat der Credito Ticinese vertreten und wurde in den Bankrott der Bank hineingezogen, an dem er jedoch unschuldig beteiligt war.

### Politisches Wirken
Giovanni Lurati sass von 1892 bis 1900 im Gemeinderat von Lugano und war von 1885 bis 1914 im Tessiner Grossrat, dem er 1887 und 1906 als Präsident vorsass.
Von 5. Dezember 1892 bis zum 1. Februar 1893 war er im Ständerat und vom 4. Dezember 1899 bis zum 6. Dezember 1908, als Nachfolger von Demetrio Camuzzi, und vom 4. Dezember 1911 bis zum 1. März 1914 war er Nationalrat; 1891 gehörte er dem Verfassungsrat des Kantons Tessin an.
Während des Prozesses, der dem Tessiner Putsch folgte, wurde Giovanni Lurati als Zeuge vernommen, weil er während des Putsches gefangen genommen worden war.
1913 stimmte er im Nationalrat für den Gotthardvertrag.
Er beendete 1914 seine politische Laufbahn, nachdem er, nachweislich unschuldig, in den Bankrott der Credito Ticinese hineingezogen worden war; seine Partei hatte ihm hierbei auch ihr Vertrauen ausgesprochen.

## Mitgliedschaften
Giovanni Lurati war Vizepräsident der tessinischen Sektion der Dante-Alighieri-Gesellschaft in Bellinzona, Präsident der Sektion war der Schriftsteller Francesco Chiesa. Die Gesellschaft setzte sich dafür ein, dass im Kanton Tessin die italienische Tradition bewahrt wird und die italienische Sprache in öffentlichen Ämtern und Bundesämtern sowie bei öffentlichen Beschriftungen verwendet wird.